# Unit.js
Unit.js est une bibliothèque de tests unitaires open source dédiée au langage de programmation JavaScript.
La bibliothèque contient notamment les fonctionnalités suivantes :
- Container IoC (Inversion de contrôle) et Injection de dépendances[3]
- Plugins [4]
- Gestion des services (Fabrique)
- Gestion de l’exécution synchrone / asynchrone [5].

## Utilisation
Un simple test hello world ressemble au code ci-dessous :
```
var
 
example
 
=
 
'Hello world!'
;

test
.
string
(
example
)

  
.
isEqualTo
(
'Hello world!'
);

```

Unit.js s'intègre dans une suite de tests de type Behavior Driven Development
```
describe
(
'Hello world'
,
 
function
()
 
{

  
it
(
'says hello'
,
 
function
()
 
{

    
var
 
example
 
=
 
'Hello world!'
;
 

    
test
.
string
(
example
)

     
.
isEqualTo
(
'Hello world!'
);

  
});

});

```

### Styles d'assertions
Unit.js supporte de multiples interfaces de programmation, ce qui permet au développeur de choisir le style d'écriture qu'il juge le plus confortable et productif
Unit.js
```
test
.
string
(
str
)

  
.
number
(
num
).
is
(
42
);

```

Assert
```
test
.
assert
(
typeof
 
str
 
===
 
'string'
);

test
.
assert
(
typeof
 
num
 
===
 
'number'
);

test
.
assert
.
equal
(
num
,
 
42
);

```

Must.js
```
test
.
must
(
str
).
be
.
a
.
string
();

test
.
must
(
num
).
be
.
a
.
number
();

test
.
must
(
num
).
equal
(
42
);

```

Should.js
```
test
.
should
(
str
).
be
.
a
.
String

test
.
should
(
num
).
be
.
Number

  
.
and
.
equal
(
42
);

```